# Annemarie Cox
Annemarie Cox (Roermond, 22 juli 1966) is een voormalig Nederlands en Australisch kanovaarster. Ze nam viermaal deel aan de Olympische Spelen en won hierbij in totaal twee medailles.
In 1988 maakte ze op 22-jarige leeftijd haar olympisch debuut op de Olympische Spelen van Seoel. Ze behaalde op deze Spelen, samen met haar clubgenote Annemiek Derckx, een bronzen medaille in de K-2 500m kajak klasse. Cox en Derckx waren beide lid van de Roermondse Watersport Vereniging Nautilus.
Later huwde ze met de Australische kanoër Steve Wood en nam ze onder de naam Annemarie Cox-Wood nog driemaal deel aan de Olympische Spelen, de Spelen van 1992, 1996 en 2000. Bij de Spelen van 1996 in Atlanta behaalde ze opnieuw een bronzen plak op het onderdeel K2 kajak 500 m, samen met de Australische Katrin Borchert.